# Богус-Бейсин
Горная зона отдыха Богус-Бейсин — горнолыжный курорт на западе США, расположенный в округе Бойсе штата Айдахо. Ближайший крупный город — Бойсе.
Богус управляется Ассоциацией Отдыха Богус-Бейсин. Расположен на собственной и арендованной земле в Национальном лесу Бойсе. Лыжный сезон начинается ориентировочно с уикенда Дня благодарения и продолжается примерно до 15 апреля, в зависимости от погодных условий. Курорт так же имеет зону для катания по пересечённой местности.